# Бонаццоли, Федерико
Федерико Бонаццоли (итал. Federico Bonazzoli; 21 мая 1997, Манербио, Италия) — итальянский футболист, нападающий клуба «Салернитана», выступающий на правах аренды за «Эллас Верона».

## Клубная карьера
Федерико начинал свою карьеру в «Ливорно», а с 7 лет стал заниматься в системе «Интернационале». 4 декабря 2013 года молодой форвард дебютировал за свой клуб в матче кубка Италии против «Трапани». В чемпионате Италии дебют Федерико состоялся 18 мая 2014 года в заключительном туре против «Кьево». Подготовку к сезону 2014/15 игрок проводит с первой командой клуба. 2 февраля 2015 года Бонаццоли перешёл в «Сампдорию». Генуэзский клуб заплатил за игрока «Интера» 4,5 млн евро. 
21 января 2016 года был арендован клубом второго дивизиона «Виртус Ланчано» сроком на один сезон. 

## Карьера в сборной
В 2012 году он дебютировал в составе юношеской сборной Италии до 17 лет и в её составе выиграл серебряную медаль юношеского чемпионата Европы до 17 лет.

## Достижения
- Финалист чемпионата Европы (до 17 лет): 2013